# Uovo del tricentenario dei Romanov
L'Uovo del tricentenario dei Romanov è una delle uova imperiali Fabergé: un uovo di Pasqua gioiello che l'ultimo Zar di Russia, Nicola II donò a sua moglie, la Zarina Aleksandra.
Fu fabbricato nel 1913 a San Pietroburgo sotto la supervisione di Henrik Wigström, per conto del gioielliere russo Peter Carl Fabergé, della Maison Fabergé; i ritratti vennero dipinti dal miniaturista Vassily Zuiev.
Nel 1917, durante la Rivoluzione russa, l'uovo fu confiscato dal Governo provvisorio insieme a molti altri tesori imperiali e dal Palazzo Aničkov trasportato all'Armeria del Cremlino a Mosca, dove si trova tuttora.

## Descrizione
L'uovo del tricentenario dei Romanov è alto 190 mm, ha un diametro di 78 mm ed è realizzato in oro, argento, diamanti, turchesi, vetro porporino, cristallo di rocca, smalto e acquerello su avorio.
L'uovo celebra i tre secoli di potere dei Romanov presentando all'esterno i ritratti in miniatura, dipinti su avorio, di diciotto zar della dinastia che hanno governato la Russia dal 1613 al 1913:
a partire da Michele, il primo zar Romanov nel 1613, passando per Pietro il Grande (1682–1725), Caterina la Grande (1762–1796) e infine lo stesso Nicola II, zar regnante nel 1913.
Il guscio, coperto di smalto bianco trasparente su sfondo ghiglioscé, è intarsiato con un motivo in oro cesellato di aquile bicipiti e corone dei Romanov antiche e contemporanee, tra i ritratti rotondi, incorniciati da una fila di diamanti taglio rosetta.

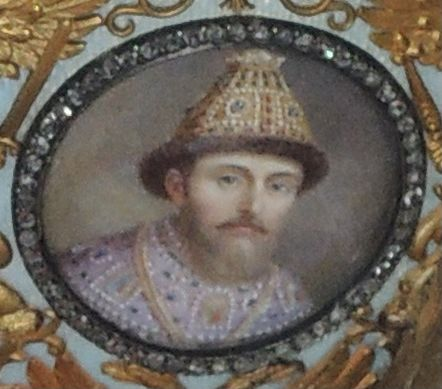
Michele I.
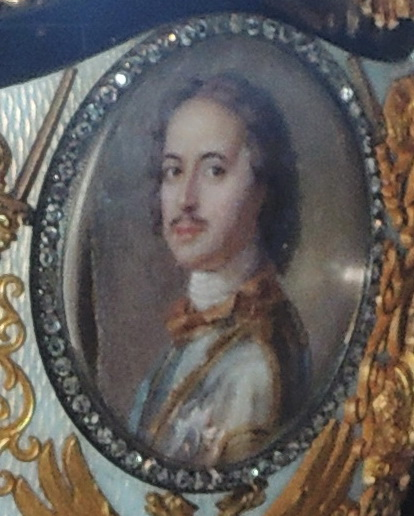
Pietro I.
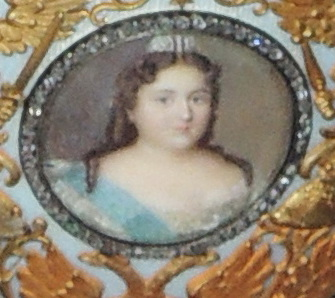
Anna I.
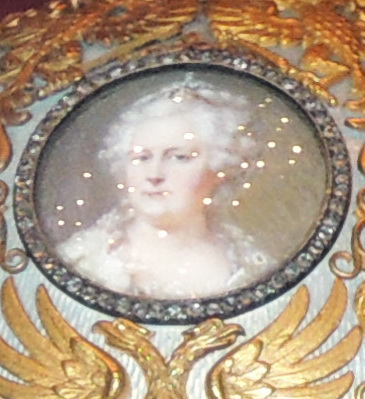
Caterina II.
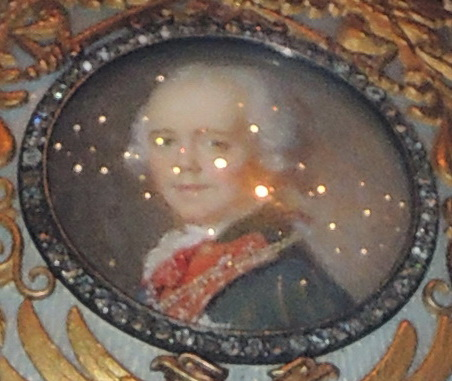
Paolo I.
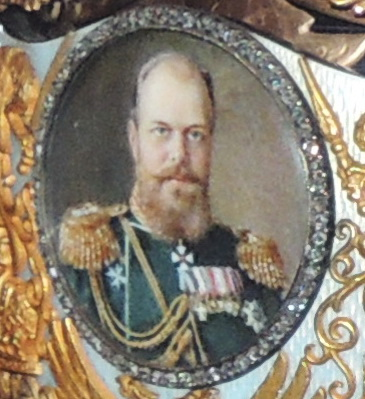
Alessandro III.
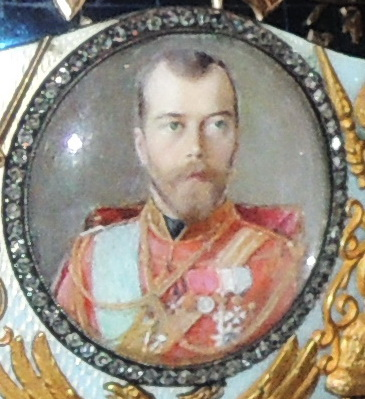
Nicola II.

In cima all'uovo è fissato un grande diamante recante le date "1613" e "1913" mentre all'estremità inferiore un altro grande diamante triangolare, tagliato come una lastra sottile, copre il monogramma della zarina: "AF".
L'uovo è appoggiato su un piedistallo d'oro a forma di aquila bicipite imperiale, a tre facce, che tiene negli artigli lo scettro imperiale, il globo e la spada dei Romanov.
Il piedistallo è sostenuto da una base circolare di vetro porporino decorata con piccoli motivi in smalto, che rappresenta lo scudo imperiale russo. La base è montata su un supporto d'oro con tre piedini.
L'interno dell'uovo è in smalto bianco opalescente su sfondo ghiglioscé.

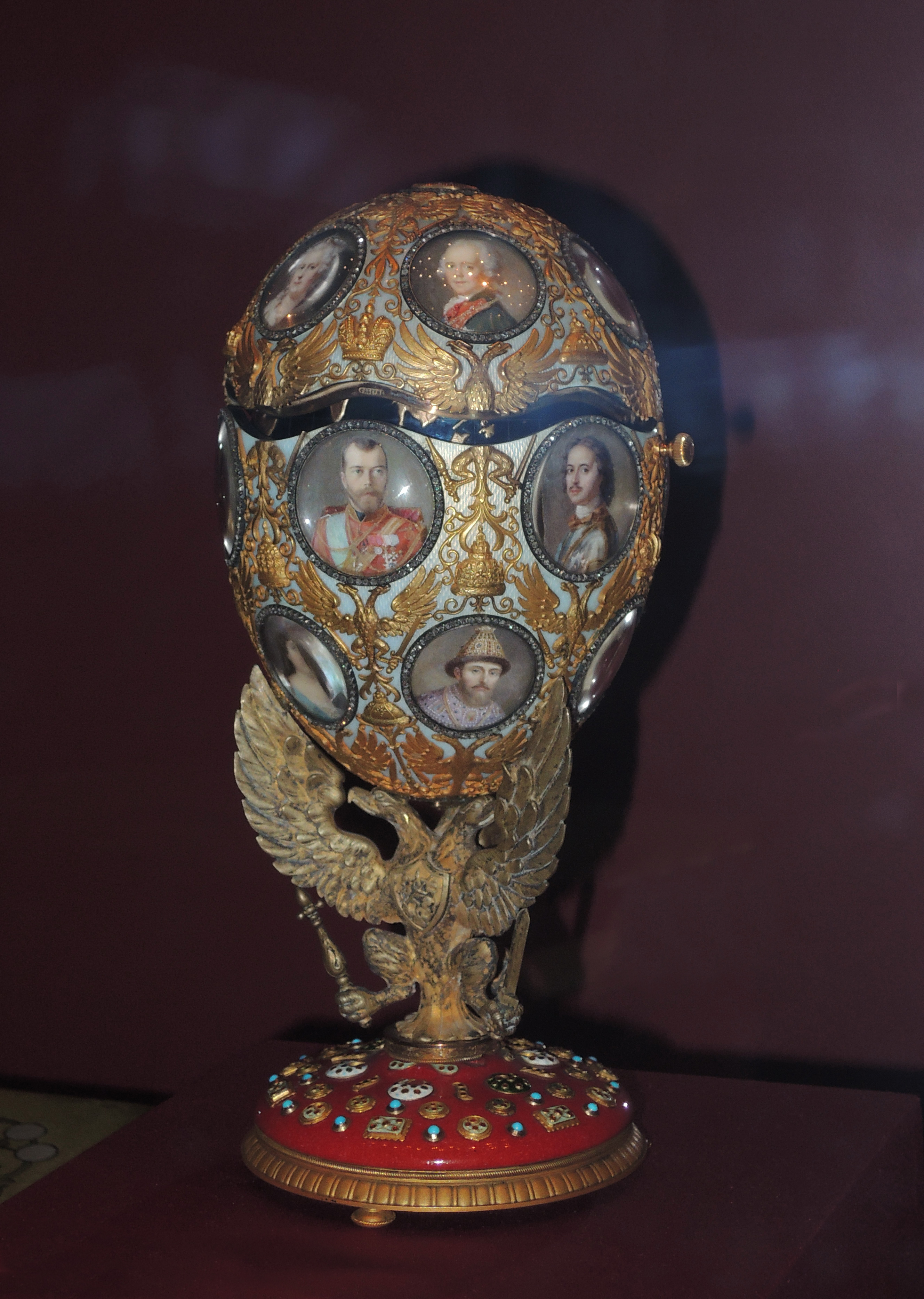
Uovo del tricentenario dei Romanov.

### Sorpresa
La parte superiore dell'uovo si apre svelando un globo rotante in acciaio, che ritrae dettagliatamente due emisferi settentrionali: il primo mostra il territorio russo all'epoca dello zar Michele nel 1613 e sul lato opposto, il territorio russo sotto Nicola II, nel 1913. 
Gli oceani sono di smalto blu scuro mentre le terre emerse sono riprodotte in oro di vari colori.

## Storia
Nel maggio del 1913 Nicola II e Aleksandra fecero un pellegrinaggio ripercorrendo il viaggio che portò Michele Romanov al trono nel 1613.
Le celebrazioni del tricentenario in tutta la Russia furono stravaganti ed ebbero una buona partecipazione delle masse, a dispetto dell'impopolarità Nicola II dopo la Rivoluzione russa del 1905.
Durante il viaggio per il paese, Nicola e Aleksandra furono ben accolti dalla gente, come se l'opinione pubblica fosse mutata in loro favore.
Questa esperienza condizionò la prospettiva di Aleksandra per i successivi quattro anni, mentre la monarchia iniziava a sgretolarsi durante la prima guerra mondiale, si rifiutò di credere che il popolo russo potesse cambiare così in fretta atteggiamento verso i sovrani.
Eppure, nel 1917 la rivoluzione di febbraio avrebbe portato all'abdicazione di Nicola e poi all'esecuzione della famiglia, nel 1918.